# Valère Eeman
Valère Joseph Eeman (Sint-Martens-Lierde, 31 augustus 1920 – Deftinge, 29 maart 2000) was een Belgisch politicus voor de Liberale Partij en later de PVV. Eeman was de laatste burgemeester van Deftinge en de eerste van Lierde.

## Levensloop

### Leven voor politieke carrière
Valère Eeman werd geboren op 31 augustus 1920 in Sint-Martens-Lierde. Eeman studeerde Handelswetenschappen aan de Hogere Nijverheidsschool Gent. Ergens in 1946 werd hij aangenomen bij de Vlaamse Belastingsdienst als klerk in het departement van de Directe Belastingen. In 1950 neemt hij ontslag om daarna een eigen fiscaal bureau op te richten in 1951.

### Politieke carrière
In ten laatste 1953 werd Eeman voorzitter van de Liberale Jonge Wacht te Deftinge, in dit jaar werd hij ook voor het eerst gemeenteraadslid van Deftinge. In 1958, 1965, 1971 en 1974 deed hij mee aan de wetgevende verkiezingen voor de kamer van het arrondissement Oudenaarde. In 1965 wordt hij de opvolger van Gilbert van Ongeval als burgemeester van Deftinge, dit bleef hij tot Deftinge gefuseerd werd met de andere huidige deelgemeenten van Lierde. Hij was ook zeker provincieraadslid van Oost-Vlaanderen tussen 1971 en 1974. Hij was de eerste burgemeester van Lierde van 1977 tot en met zijn ontslag op 24 maart 1993.

### Medaille
In 1954 kreeg Eeman de Medaille voor werkweigeraars omdat hij zich tijdens de Tweede Wereldoorlog aan de Duitse Arbeitseinsatz onttrok door onder te duiken.

### Overlijden
Eeman overleed op 29 maart 2000 in zijn woning in Deftinge, Hij laat een vrouw en twee zonen achter.

## Functies
1953?-1958?Voorzitter Liberale Jonge Wacht te Deftinge
1952(3?)-1958?Gemeenteraadslid Deftinge
1965-1977Burgemeester Deftinge
1977-1993Burgemeester Lierde
1971?-1974?Provincieraadslid van Oost-Vlaanderen